# Modello 770
Il modello 770, in Italia, è un documento fiscale che i sostituti d'imposta, che per legge sostituiscono il contribuente nei rapporti col fisco, devono presentare all'autorità competente per la dichiarazione dei redditi.
Esso riguarda le ritenute relativamente a compensi, stipendi e pensioni.

## Tipologie

### Modello 770 semplificato
Utilizzato dai sostituti d'imposta, comprese le amministrazioni dello Stato, per comunicare via internet i dati fiscali dei contribuenti, relativi alle ritenute operate nell'anno solare precedente. Il modello contiene i dati delle certificazioni rilasciate ai soggetti che in quell'anno hanno percepito vari tipi di reddito.

### Modello 770 ordinario
Utilizzato dai sostituti d'imposta, dagli intermediari e dagli altri soggetti che intervengono in operazioni fiscalmente rilevanti, che sono tenuti a comunicare i dati relativi alle ritenute operate sui dividendi, i proventi da partecipazione e i redditi erogati nell'anno solare precedente, operazioni di natura finanziaria effettuate sempre nello stesso periodo.

## Presentazione
Avviene, per legge, on-line, all'Agenzia delle entrate, avvalendosi di uno dei servizi telematici da essa messo a disposizione, e precisamente:
- Fisconline, se la dichiarazione riguarda un numero di soggetti non superiore a 20;
- Entratel, se la dichiarazione riguarda un numero di soggetti superiore a 20.

Non è quindi possibile presentare la dichiarazione presso banche convenzionate o uffici postali e i soggetti all'estero non possono presentarla tramite raccomandata.